# Oșești
Oșești is een Roemeense gemeente in het district Vaslui.
Oșești telt 3284 inwoners.